# Gornji Ulišnjak
Gornji Ulišnjak är en ort i Bosnien och Hercegovina.   Den ligger i entiteten Federationen Bosnien och Hercegovina, i den centrala delen av landet, 80 km norr om huvudstaden Sarajevo. Gornji Ulišnjak ligger 428 meter över havet och antalet invånare är 106.
Terrängen runt Gornji Ulišnjak är lite kuperad. Närmaste större samhälle är Zavidovići, 9,4 km söder om Gornji Ulišnjak. 
I omgivningarna runt Gornji Ulišnjak växer i huvudsak lövfällande lövskog. Runt Gornji Ulišnjak är det ganska tätbefolkat, med 93 invånare per kvadratkilometer.